# Ројал (Небраска)
Ројал (енгл. Royal) град је у америчкој савезној држави Небраска.

## Демографија
По попису из 2010. године број становника је 63, што је 12 (-16,0%) становника мање него 2000. године.
| Група             | 2000.       | 2010.      |
| Белци             | 75 (100,0%) | 62 (98,4%) |
| Афроамериканци    | 0 (0,0%)    | 0 (0,0%)   |
| Азијати           | 0 (0,0%)    | 0 (0,0%)   |
| Хиспаноамериканци | 0 (0,0%)    | 1 (1,6%)   |
| Укупно            | 75          | 63         |